# 逃生 (專輯)
《逃生》是歌手張信哲第31張個人專輯，於2008年4月15日推出。
本张唱片也是有史以来张信哲尝试不同风格最多的一张专辑，除了前几首主打歌依然维持了过去愁苦情歌的本色之外还尝试了诸如R&B（《牡丹忧》）、说唱（MC Hot Dog友情合唱《单车与跑车》）、电子舞曲（《可爱美眉》）以及民谣（《牧羊人》）等多种曲风。另外次张唱片的造型也十分奇特，张信哲剪光一半的头发将另一半烫成卷发压到短发的一边。种种相加，此专辑可谓张信哲风格上的一次大胆尝试之作。

## 曲目
| 曲序 | 曲名       | 作曲   | 作詞                     | 編曲           | 注釋           |
| 01   | 殘念       | 黃韻玲 | 何啟弘                   | 鐘興民         | 第一主打       |
| 02   | 逃生       | 陳忠義 | 何啟弘                   | 屠穎           | 第三主打       |
| 03   | 牡丹憂     | 李榮浩 | 何啟弘                   | 呂聖斐         | 第四主打       |
| 04   | 可愛美眉   | 余傳賢 | 余傳賢、何啟弘           | 呂紹淳         | 第二主打       |
| 05   | 小木馬     | 馬奕強 | 吳奕緯                   | 呂紹淳、陳歆儒 |                |
| 06   | 最好的時光 | 陳小霞 | 鄭淑妃                   | 陳飛午         |                |
| 07   | 牧羊人     | 小象   | 小象                     | 呂紹淳         |                |
| 08   | 單車與跑車 | 吳建億 | 林白 MC Hot Dog（Rap詞） | Benny Hsiao    | MC Hot Dog合唱 |
| 09   | 長途旅行   | 陳小霞 | 姚若龍                   | 洪晟文         | 第五主打       |
| 10   | 天使的眼淚 | 羅大佑 | 羅大佑                   | 金木義則       |                |

## 發行歷史
| 地區 | 日期          | 格式 | 唱片公司 | 附註  |
| ---- | ------------- | ---- | -------- | ----- |
| 全球 | 2008年4月15日 | CD   | 海蝶音樂 | [ 1 ] |
| 臺灣 | 2008年4月15日 | CD   | 華納音樂 | [ 2 ] |
| 香港 | 2008年4月15日 | CD   | 英皇娛樂 | [ 2 ] |

1. ↑  .   [2020-09-01]. （原始内容存档于2008-10-15）.
2. 1 2  .   [2020-09-01]. （原始内容存档于2009-09-26）.